# 독일-폴란드 관계
독일-폴란드 관계는 중세 시대부터 현대까지 연결되며, 수 많은 갈등을 겪으며 진행되었다. 두 나라는 유럽 연합, 북대서양 조약 기구, 유럽 안보 협력 기구, 유엔의 회원국이며, 경제 및 안보 영역에서 중요한 협력하고 있다.

## 역사

### 중세 시대
독일의 전신 국가인 신성 로마 제국이 중부 유럽에 자리를 잡을 시기에, 폴란드 왕국의 미에슈코 1세가 로마 가톨릭교회를 받아들이며 관계가 시작되었다. 당시 두 국가는 갈등을 겪으면서도 교섭을 통해서 관계를 유지하였다. 이후 독일계 튜턴 기사단이 튜턴 기사단국을 폴란드 인근 지역에 설치하며 튜턴 기사단국과 폴란드의 관계는 긍정적이지 못했다. 폴란드 왕국 왕관령과 리투아니아 대공국이 크레보 합병을 통해 동맹 관계를 형성하고, 타넨베르크 전투에서 튜턴 기사단국에 승리하며, 폴란드와 리투아니아의 동맹은 발트해로 진출과 서부 프로이센 지역을 점령하게 된다. 특히 1569년 루블린 연합을 통해서 두 국가가 폴란드-리투아니아으로 성장하며, 신성 로마 제국과 우호적인 관계를 유지하였으며, 신성 로마 제국과 곡물 무역을 하였다. 
신성 로마 제국 이후, 프로이센 공국의 등장에 따라 폴란드와 프로이센은 갈등과 협력을 반복하였다. 프로이센 공국은 지그문트 1세에게 봉신하는 관계였으나, 바이들라우 조약 이후 프로이센 왕국으로 독립하며 상황이 변화하게 된다. 폴란드 분할로 인해 폴란드가 쇠락하는 도중, 군국주의를 바탕으로 한 프로이센은 지속적으로 성장하며, 유럽의 주요 국가로 거듭나게 된다.

### 근현대
1925년 바이마르 공화국과 폴란드 제2공화국 간 독일-폴란드 관세 전쟁이 발생하면서 두 국가의 관계가 악화되었다. 바이마르 공화국은 폴란드에 적은 수출량으로 인해 별다른 피해를 보지 않았으나, 독일에 대한 수입 의존도가 매우 높았던 폴란드는 수입국의 다변화, 국내 생산 증대, 그리고 국산 기술 현대화 등 조치를 취해서 실업률 극복 및 기술 격차를 줄이게 되었다. 바이마르 공화국이 멸망하고, 나치 독일이 등장함에 따라 두 나라의 관계에서 매우 중요한 변곡점이 시작되었다.

### 나치 독일과 폴란드
초기에 나치 독일과 폴란드 제2공화국은 독일-폴란드 불가침 조약를 체결함으로 기존의 문제를 해결하고, 양국 간 협력을 진행하기로 합의하였다. 그러나 아돌프 히틀러는 레벤스라움을 주창하며, 아리아 민족의 활동 무대가 단순히 독일 영토에 국한하지 않고, 더 나아가 드랑 나흐 오스텐을 실현하는 방향성을 잡게 된다. 1940년대에 나치 독일과 소련이 독일-소련 불가침 조약을 체결하고, 폴란드를 분할 점령함에 따라서 폴란드의 일부가 나치 독일의 영토가 되었다. 나치 독일의 폴란드 침공은 속전속결로 이뤄졌으며, 폴란드 망명정부가 탄생하는 원인을 제공하였다. 나치 독일은 바르샤바 게토에 유대인들을 격리시켰으며, 바르샤바 게토 봉기에서 유대인들을 무자비하게 학살하였다. 그리고 나치 독일은 지식인행동, 타넨베르크 작전을 통해 폴란드인 엘리트 및 지식인을 집단적으로 학살하였다.
1940년대에 폴란드 국내군은 바르샤바 봉기를 통해서 나치 독일에 저항하였지만, 소련군의 소극적인 군사 지원, 폴란드 국내군의 빈약한 무장, 그리고 독일군의 강력한 반격으로 인해서 실패하였다. 이로 인해 바르샤바는 전쟁 중 초토화되었다. 제2차 세계 대전 중 나치 독일은 폴란드에 강제 수용소 및 포로 수용소를 건설하였다. 대표적으로 마이다네크 강제 수용소, 소비보르 강제 수용소, 베우제츠 강제 수용소,  아우슈비츠 강제 수용소, 헤움노 강제 수용소 등이 있다.

### 과거 청산과 화해
1970년대에 서독의 빌리 브란트 총리는 폴란드 수도 바르샤바에서 무릎 꿇기를 보여줌으로서, 나치 독일의 만행에 대한 깊은 사죄와 반성의 표시를 하였다. 또한 바르샤바 조약을 통해서 두 나라의 민감한 사안인 국경선에 대해 획정하는 합의를 이끌어냈다.

### 현대
오늘날 많은 독일계 폴란드인이 폴란드에, 폴란드인이 독일에 거주하거나 일을 하고 있다. 재독폴인동맹은 독일 내 소수민족 중 하나인 폴란드인의 공동체이다.